# 石坂公一
石坂公一（いしざか こういち、1982年12月13日 - ）は、日本中央競馬会(JRA)・栗東トレーニングセンターに所属する調教師。滋賀県出身。実父は元JRA調教師の石坂正。

## 来歴
父の管理馬サンライズペガサスが2度の屈腱炎を乗り越えて勝利した姿に感動し、自身も競馬界に入ることを決意する。
2008年9月にJRA競馬学校厩務員課程に入学。2009年5月に栗東・羽月友彦厩舎の厩務員となり、同年7月からは調教助手となる。
2017年に調教師試験に合格。2019年3月1日、栗東トレーニングセンターに自身の厩舎を開業した。その翌日の3月2日、初出走となる小倉競馬場第7レース（4歳上500万下）を中村均元調教師から引き継いだリーガルリリーで制し、1975年以降では18人目、現役8人目のJRA初出走初勝利を達成した。
2021年4月7日、マリーンカップをテオレーマで制し、開業4年目で重賞初制覇をとなった。
2024年2月25日、阪神3R3歳未勝利をサンライズウェーヴが勝利し、1170戦目で現役151人目のJRA通算100勝を達成した。

## 調教師成績

### 概要
|            | 日付          | 競馬場・開催  | 競走名                   | 馬名               | 頭数 | 人気 | 着順 |
| ---------- | ------------- | ------------- | ------------------------ | ------------------ | ---- | ---- | ---- |
| 初出走     | 2019年3月2日  | 1回小倉7日8R  | 4歳上500万下             | リーガルリリー     | 18頭 | 3    | 1着  |
| 初勝利     | 2019年3月2日  | 1回小倉7日8R  | 4歳上500万下             | リーガルリリー     | 18頭 | 3    | 1着  |
| 重賞初出走 | 2019年6月9日  | 3回阪神4日11R | マーメイドステークス     | アドラータ         | 16頭 | 13   | 12着 |
| 重賞初勝利 | 2021年4月7日  | 1回船橋3日11R | マリーンカップ           | テオレーマ         | 7頭  | 2    | 1着  |
| GI初出走   | 2021年10月3日 | 4回中山9日11R | スプリンターズステークス | ラヴィングアンサー | 16頭 | 15   | 10着 |

### 年度別成績
石坂公一の年度別成績（netkeiba.com）を参照

### 主な管理馬
- ダイアナブライト（2021年クイーン賞）※地方転厩後
- テオレーマ - 2021年マリーンカップ、JBCレディスクラシック、2022年TCK女王盃
- イズジョーノキセキ - 2022年府中牝馬ステークス[7]
- サンライズアース - 2025年阪神大賞典